# Chettinad
Le Chettinad (en tamoul : செட்டிநாடு) est une région du sud de l'Inde située dans la partie méridionale de l'État du Tamil Nadu. Il comprend généralement les districts de Sivaganga et de Pudukottai,. Sa capitale traditionnelle et plus grande ville est Karaikudi, qui rayonne sur un territoire englobant 73 ou 74 autres localités ou villages, autrefois au nombre de 96. Le Chettinad est le pays des Nattukottai Chettiar ou Nagarathar (en), une communauté prospère dans le domaine des affaires et de la banque, dont de nombreux membres ont émigré à Ceylan et en Asie du Sud-Est (particulièrement en Birmanie, en Malaisie et au Viêt Nam), au XIXe siècle et au début du XXe siècle. Il existe aujourd'hui une diaspora du Chettinad, qui vit entre autres lieux aux États-Unis, à Singapour et en Malaisie.
Le Chettinad est bien connu pour sa cuisine, ses belles demeures et ses temples. 
À partir du milieu du XIXe siècle, les marchands chettiars font bâtir des palais dans la région, grâce à l'argent amassé avec leurs activités économiques en Asie. Ces grandes demeures bourgeoises s'inscrivent dans un cadre urbanistique particulier de villages communautaires ou ancestraux, organisés en plan en damier. Ils sont de styles architecturaux divers (inspirés de l'architecture vernaculaire, du style victorien, du néo-baroque ou encore de l'art déco), mais on n'en compte plus après l'indépendance de l'Inde en 1947, la prospérité des chettiars prenant fin. Beaucoup de palais sont vidés, appartiennent toujours aux descendants ou bien sont simplement gardés, sans mobilier. Dans la mesure où ils coûtent cher à entretenir, certains sont démantelés pour vendre ensuite les matériaux de construction qui les composent. Deux architectes français, Bernard Dragon et Michel Adment, ont créé une ONG au début des années 2000 afin de défendre leur conservation auprès du gouvernement du Tamil Nadu et obtiennent finalement l'inscription de trois villages dans la liste indicative du Patrimoine mondial auprès de l'UNESCO. En 2014, c'est un ensemble comprenant 11 localités regroupées en 3 séries de sites différents, que la délégation permanente de l'Inde à l'UNESCO a présentée comme proposition d'inscription au patrimoine mondial.

## Galerie

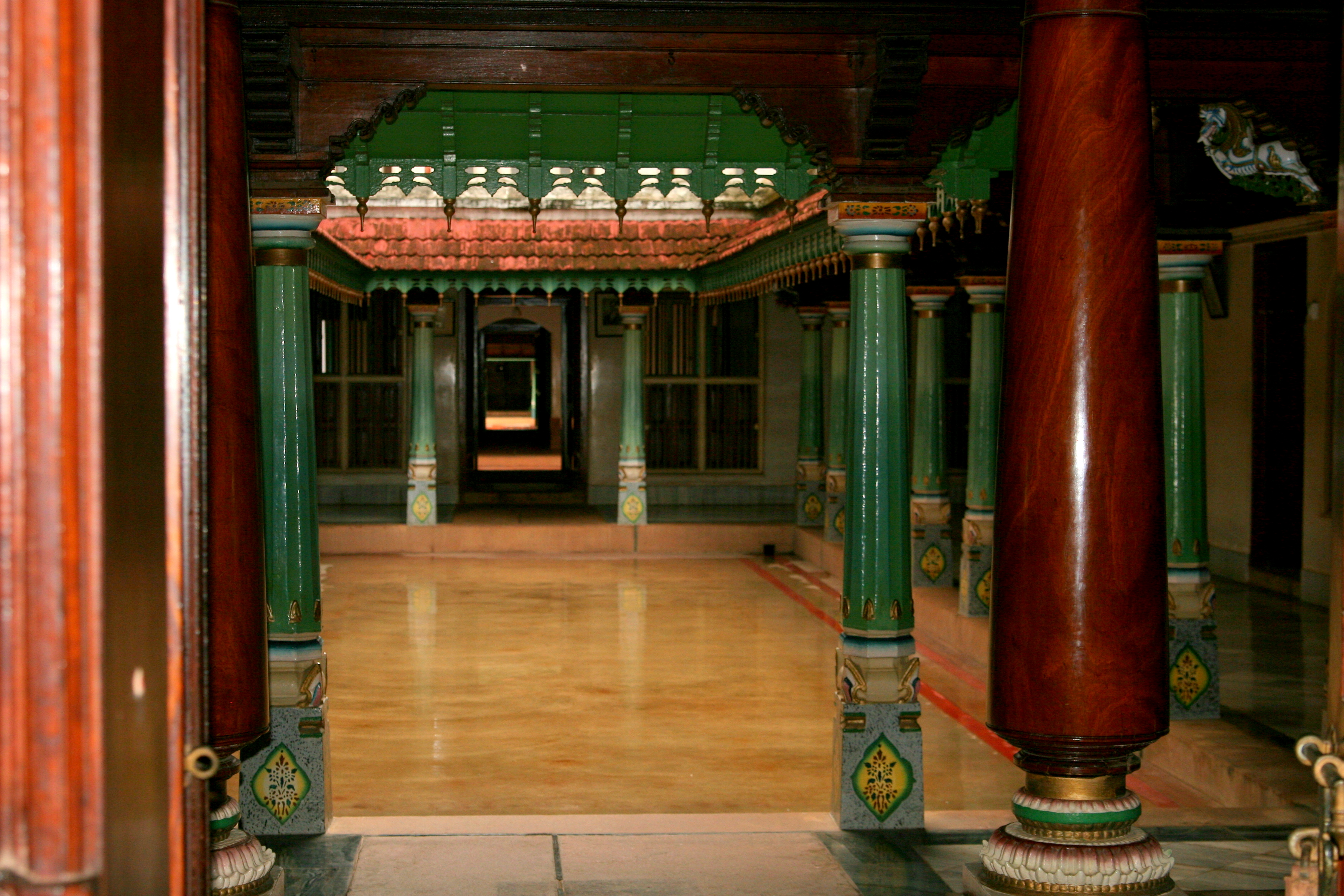
Cour d'une maison de Chettinad.
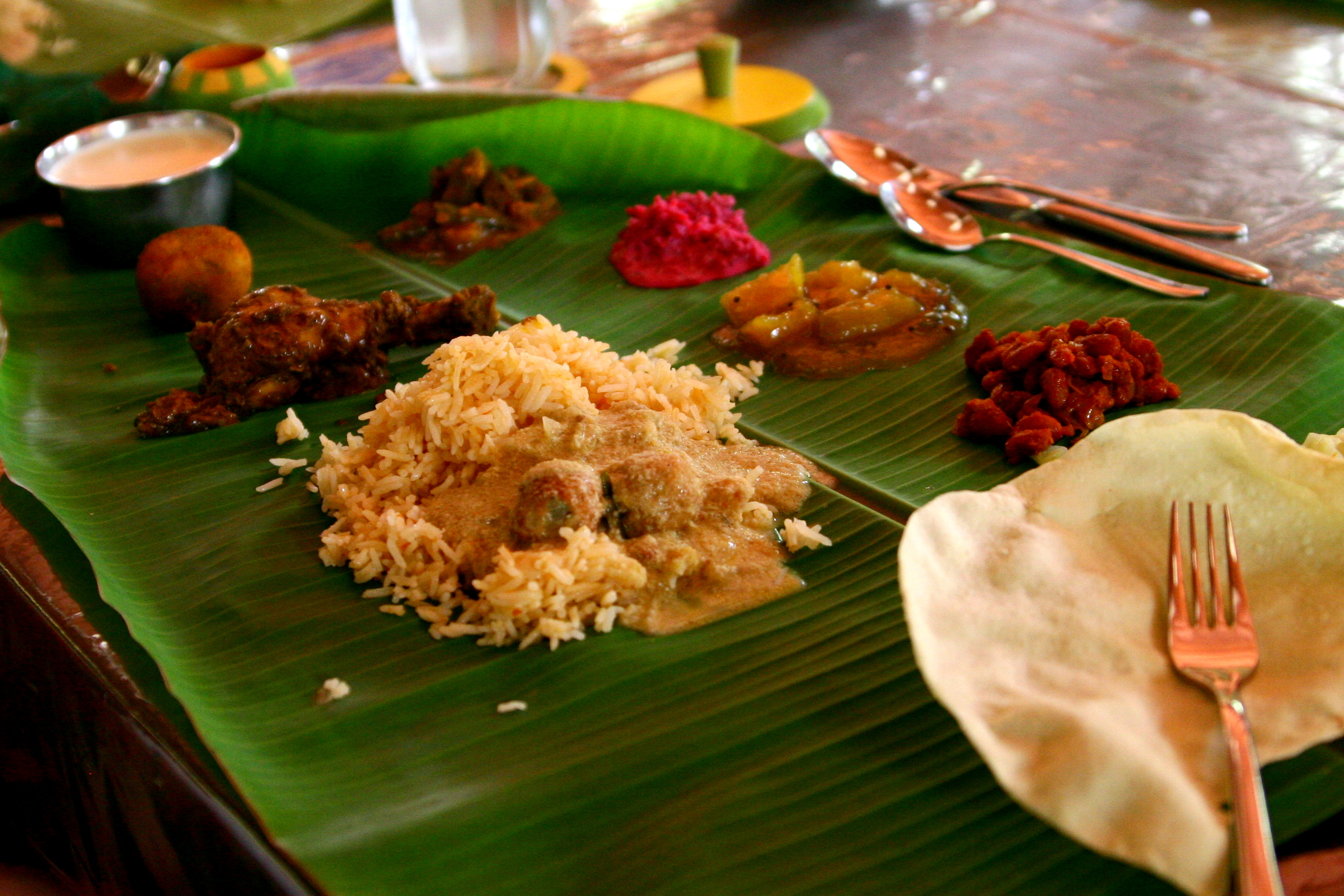
Cuisine de Chettinad.
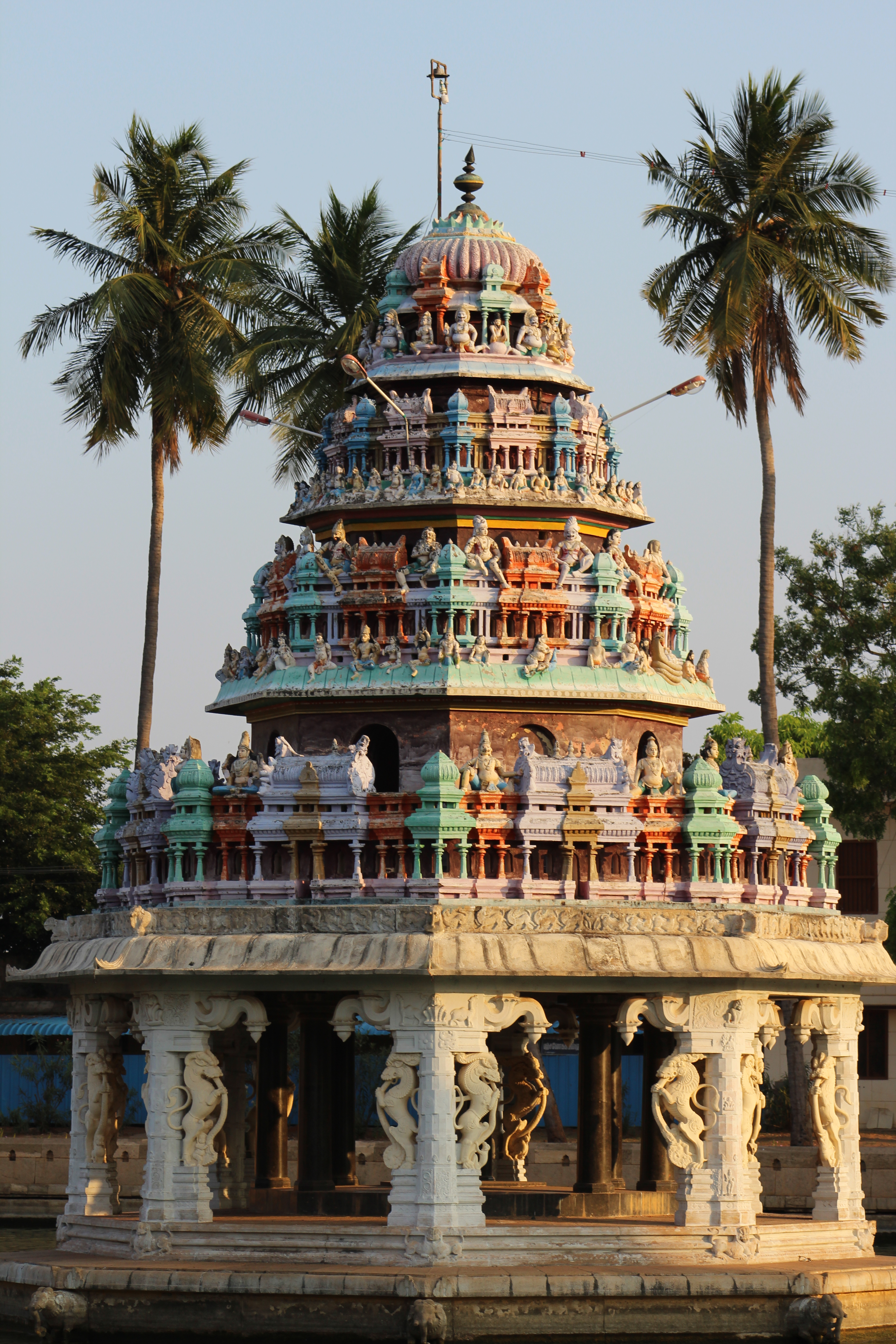
Temple de Koviloor.
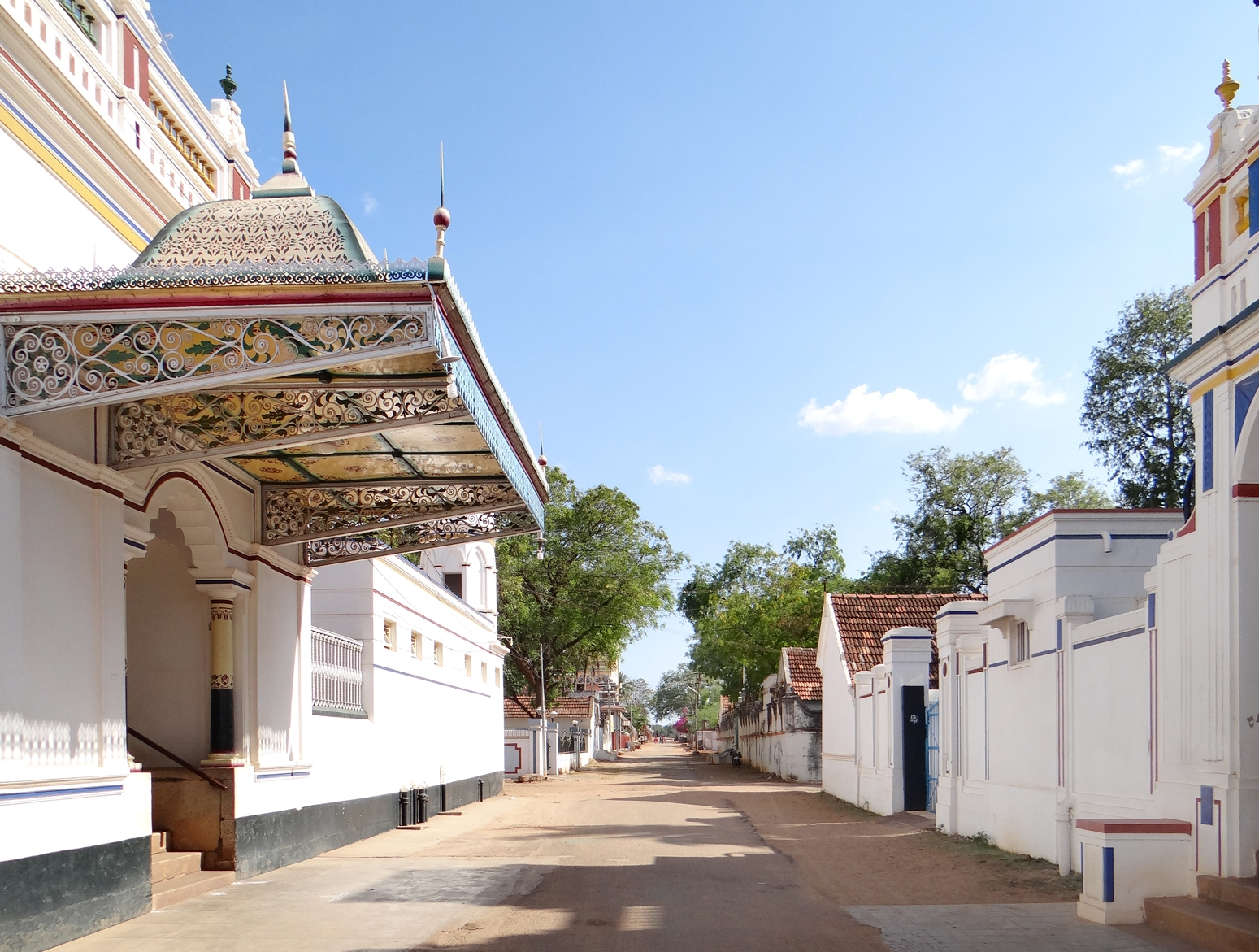
Rue à Kanadukathan.